# Molenkreek (Sint-Margriete)
De Molenkreek is de meest noordelijk gelegen kreek in het Meetjeslands krekengebied van het Meetjesland, ze is gelegen in Sint-Margriete.
Niettegenstaande de lange tijd dat het geleden (17de eeuw) is dat er nog verbinding was met de Westerschelde is er nog steeds een verhoogd zoutgehalte van, zowel het water als de oevers. Dit heeft invloed op de vegetatie. Kenners herkennen hier planten die ook in het Zwin voorkomen, alhoewel er hier geen verbinding meer is met zee.
Het lage waterpeil, op sommige tijdstippen, trekt ook steltlopers aan. De Molenkreek werd in 2012 in natuurlijke toestand hersteld en wordt beheerd door Natuurpunt Meetjesland. Het gebied is Europees beschermd als onderdeel van Natura 2000-gebied 'Polders' (BE2500002). 

## Afbeeldingen

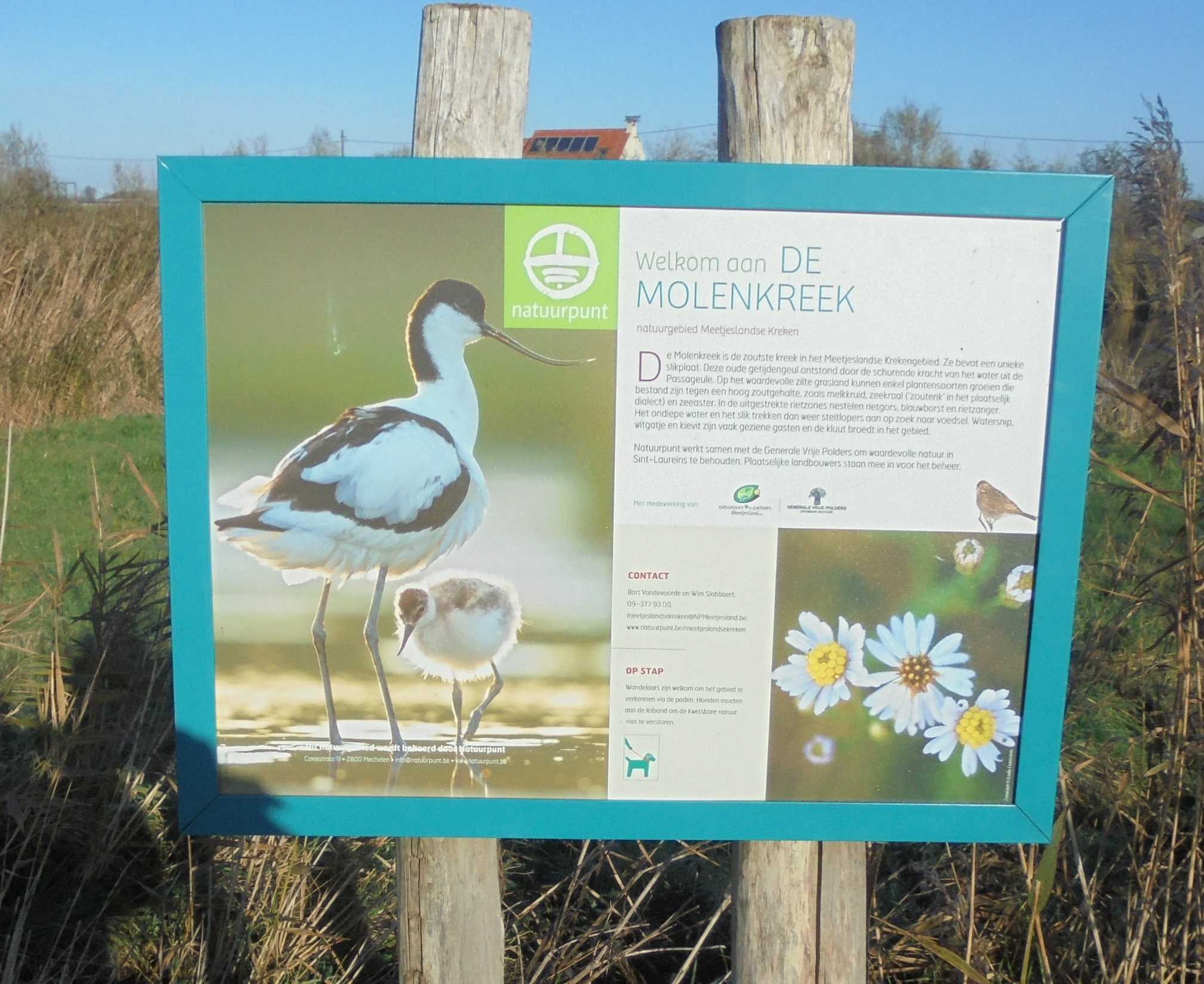
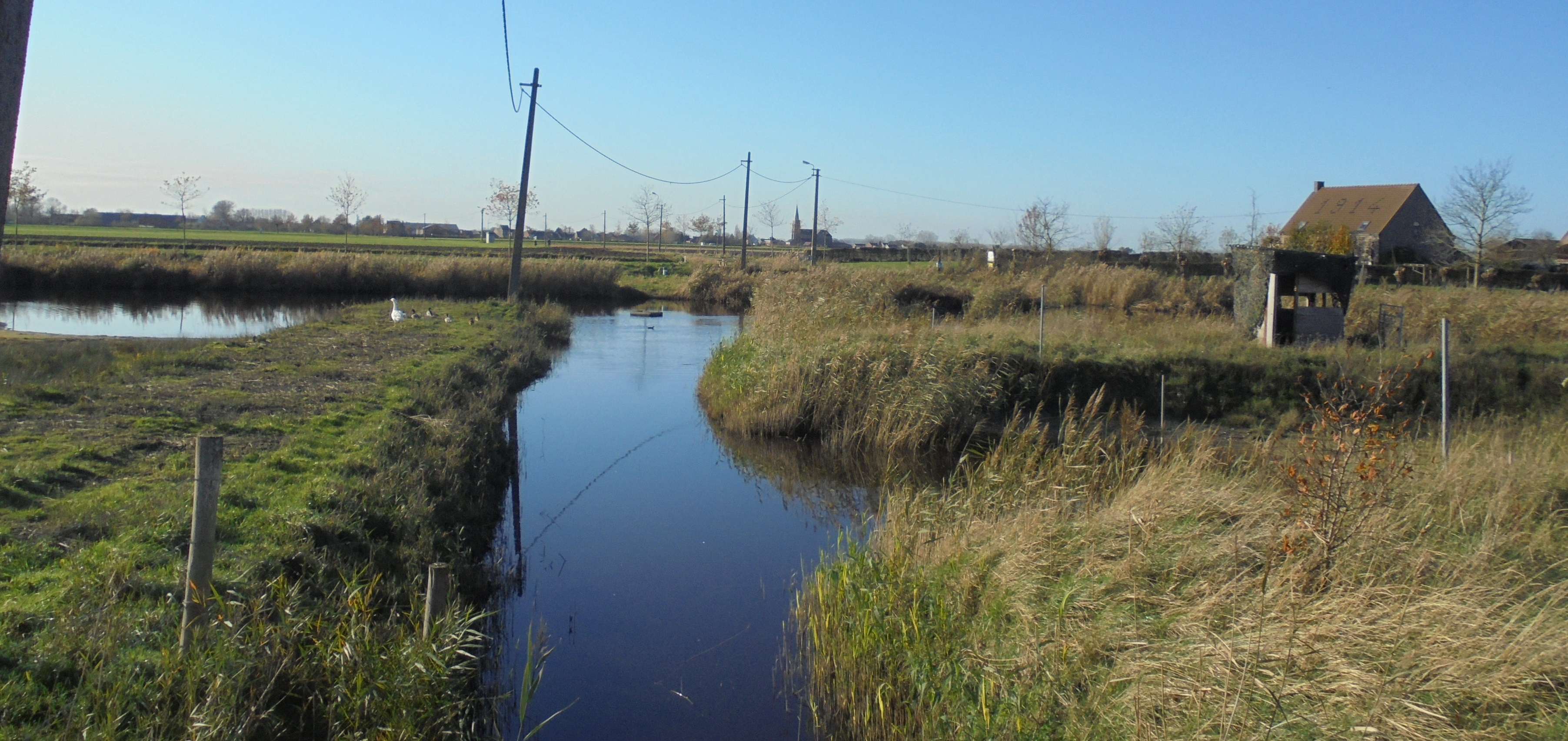
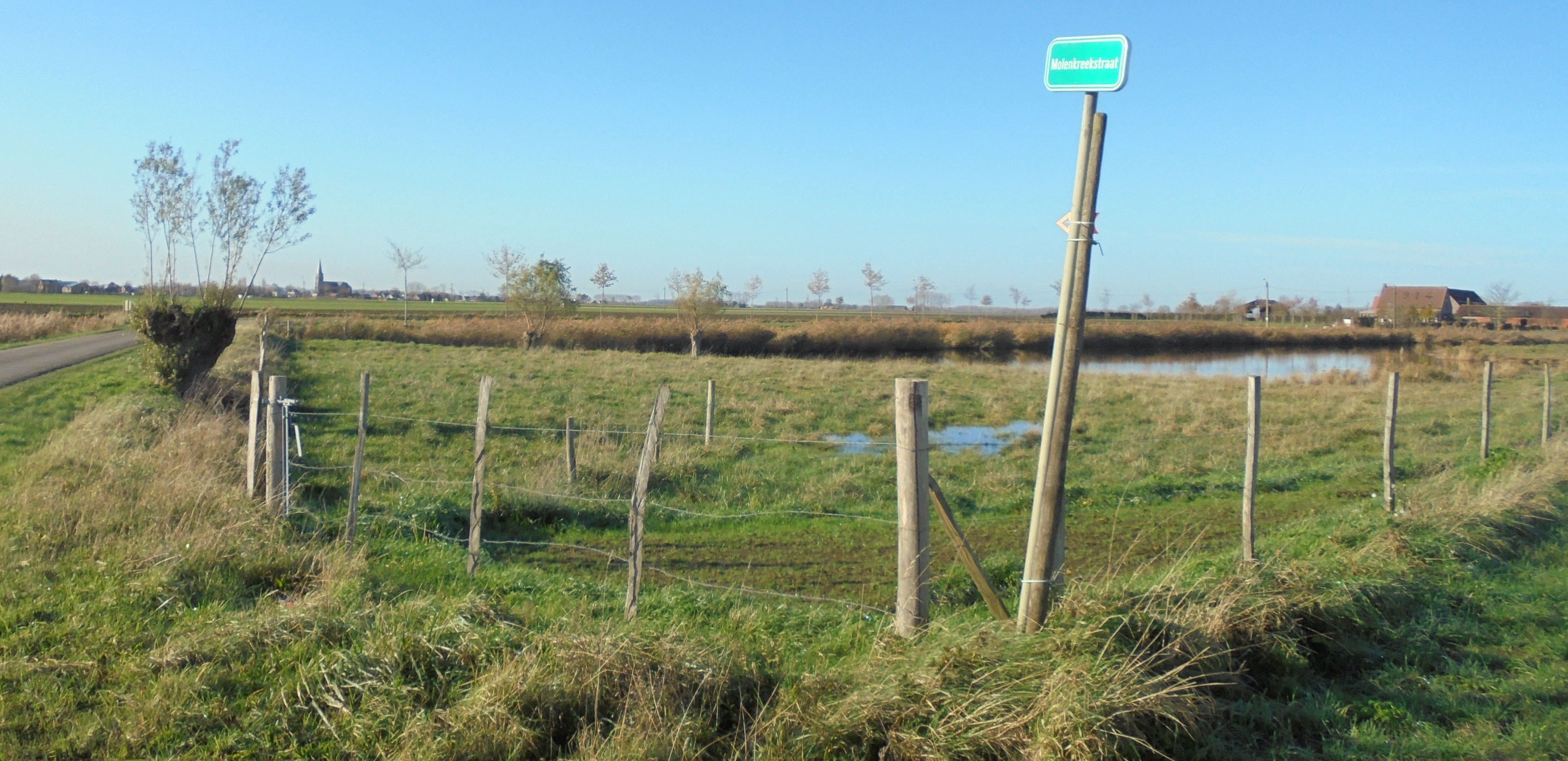